# Bejou
Bejou ist eine Kleinstadt (mit dem Status „City“) im Mahnomen County im US-amerikanischen Bundesstaat Minnesota. Das U.S. Census Bureau hat bei der Volkszählung 2020 eine Einwohnerzahl von 84 ermittelt.
Die Stadt liegt, wie auch das gesamte County, innerhalb der White Earth Indian Reservation der Anishinabe.

## Geografie
Bejou liegt im mittleren Nordwesten Minnesotas auf 47°26′29″ nördlicher Breite und 95°58′34″ westlicher Länge. Der Ort erstreckt sich über eine Fläche von 1,04 km².
Benachbarte Orte von Bejou sind Winger (11,1 km nördlich) und Mahnomen (14,1 km südlich).
Die nächstgelegenen größeren Städte sind Winnipeg in der kanadischen Provinz Manitoba (308 km nordnordwestlich), Duluth am Oberen See (348 km östlich), Minneapolis (392 km südöstlich) und Fargo in North Dakota (125 km südwestlich).
Die Grenze zu Kanada befindet sich 191 km nördlich.

## Verkehr
Der U.S. Highway 59 verläuft in Nord-Süd-Richtung als Hauptstraße durch Bejou. Alle weiteren Straßen sind untergeordnete Landstraßen, teils unbefestigte Fahrwege sowie innerstädtische Verbindungsstraßen.
Parallel zum US 59 verläuft eine Eisenbahnlinie der Canadian Pacific Railway.
Mit dem Mahnomen County Airport befindet sich 21,5 km südlich ein kleiner Regionalflugplatz. Die nächsten internationalen Flughäfen sind der Hector International Airport in Fargo (121 km südwestlich), der Winnipeg James Armstrong Richardson International Airport (315 km nordnordwestlich) und der Minneapolis-Saint Paul International Airport (416 km südöstlich).

## Demografische Daten
Nach der Volkszählung im Jahr 2010 lebten in Bejou 89 Menschen in 37 Haushalten. Die Bevölkerungsdichte betrug 85,6 Einwohner pro Quadratkilometer. In den 37 Haushalten lebten statistisch je 2,41 Personen.
Ethnisch betrachtet setzte sich die Bevölkerung zusammen aus 76,4 Prozent Weißen, 18,0 Prozent amerikanischen Ureinwohnern sowie 1,1 Prozent (eine Person) Asiaten; 4,5 Prozent stammten von zwei oder mehr Ethnien ab.
22,5 Prozent der Bevölkerung waren unter 18 Jahre alt, 64,0 Prozent waren zwischen 18 und 64 und 13,5 Prozent waren 65 Jahre oder älter. 47,2 Prozent der Bevölkerung war weiblich.

Das mittlere jährliche Einkommen eines Haushalts lag bei 26.667 USD. Das Pro-Kopf-Einkommen betrug 12.516 USD. 48,6 Prozent der Einwohner lebten unterhalb der Armutsgrenze.